# Pere Serra Canyelles
Pere Serra Canyelles   (Sóller, 1869 - 1951) fou un metge i polític mallorquí.

## Biografia
Vinculat al partit d'Antoni Maura, va ser batle de Sóller entre el gener i l'agost de 1906. Col·laborà al setmanari Sóller. Participà en les tertúlies de la rebotiga de l'apotecari Jaume Torrens, que esdevingueren un centre promotor d'iniciatives com la creació del ferrocarril de Sóller o la canalització de les aigües del municipi. A les tertúlies de l'apotecari Torrens hi participaven, entre d'altres, el notari Pere Alcover Maspons, Jeroni Estades, Joan Marquès Arbona, el vicari Pastor, Francesc Castañer, el rector Sebastià Maimó i Truyols i el farmacèutic Jaume Torrens. Fou en aquest entorn que Pere Serra conegué alguns dels pintors i escriptors que freqüentaven la vall. D'alguns d'aquests artistes, en fou el metge personal. És el cas de Santiago Rusiñol, Francesco Bernareggi o Joaquim Mir. Sobretot va existir una estreta relació entre Rusiñol i el metge Serra que li deixà la seva casa a les muntanyes d'Escorca, Cals Reis, com a residència temporal. Signà, juntament amb tres dels seus fills, la Resposta als Catalans.